# Niklas Stegmann
Niklas Stegmann (* 2. Juli 1987 in Essen) ist ein deutscher Fußballspieler.
In der Jugend spielte der offensive Mittelfeldspieler, genannt „Stegi“, für Blau-Weiß Mintard und den SC Werden-Heidhausen. 1996 ging Stegmann zum FC Schalke 04; im Sommer 2005 folgte der Wechsel zum MSV Duisburg. Bei den Zebras kam er zunächst vorzugsweise in der zweiten Mannschaft zum Einsatz, bevor er am 17. Dezember 2005 gegen den 1. FSV Mainz 05 (1:1) seine Bundesliga-Premiere feierte.
Stegmann, der auch als Stürmer eingesetzt werden kann, erhielt am 1. Juli 2006 einen Profivertrag  beim MSV. Ab der Saison 2007/08 gehörte er jedoch wieder ausschließlich dem Team der zweiten Mannschaft an. Im Sommer 2009 schloss Stegmann sich der SSVg Velbert an, wechselte aber nur ein halbes Jahr später im Januar 2010 zur Reserve von Rot-Weiß Oberhausen. Nach eineinhalb Jahren bei Oberhausens zweiter Mannschaft in der Niederrheinliga verkündete er im Sommer 2011 seinen Vertragsabschluss mit dem NRW-Liga-Verein VfB Homberg, bevor er seine Karriere als aktiver Fußballspieler mit Ablauf der Spielzeit 2012/13 beendete.

## Privates
Stegmann schloss seine Studien in Philosophie und Chemie an der Ruhr-Universität Bochum in 2017 erfolgreich ab. Seitdem ist er am Max-Planck-Institut für Kohlenforschung in der Arbeitsgruppe „Funktionelle Materialien“ beschäftigt. 